# Jardín Botánico de Singapur
El Jardín Botánico de Singapur (en inglés Singapore Botanic Gardens en chino : 新加坡植物园), es un jardín botánico de 63,7 hectáreas en Singapur que incluye el National Orchid Garden (Jardín Nacional de Orquídeas) que es una colección de más de 3.000 especies de orquídeas. También posee una senda a través de una pequeña selva pluvial, y un jardín de especias. Es miembro del BGCI, y su código de identificación internacional como institución botánica, así como las siglas de su herbario es SING.
En julio de 2015 entró a formar parte de la lista del patrimonio de la Humanidad por la Unesco.

## Localización
Se encuentra a lo largo de Cluny Road y delimitado entre las carreteras Napier Road y Bukit Timah Road....

## Historia
Este parque se estableció en 1859. Con sus praderas y lagos, este jardín botánico es muy popular entre la población, que lo utiliza para el esparcimiento: su paisaje lo disfrutan tanto los locales como los turistas.

## Equipamientos
El lugar posee dos lagos uno es el Symphony Lake, y el otro el Swan Lake. En el Symphony Lake se pueden escuchar conciertos gratis ofrecidos por la Singapore Symphony Orchestra cada domingo.
En los jardines se encuentra la sede del National Parks Board, hay también un restaurante francés ubicado en una casa colonial. También hay un café en el centro de admisión de visitantes y un restaurante en el Ginger Garden.
El Jardín Botánico de Singapur está sufriendo una profunda remodelación que incluye la construcción de un aparcamiento subterráneo de vehículos y el remozamiento en la parte interior de los jardines. También se está realizando el Jacob Ballas Children's Garden, que se espera esté terminado en la primera mitad del 2026.

## Algunas imágenes

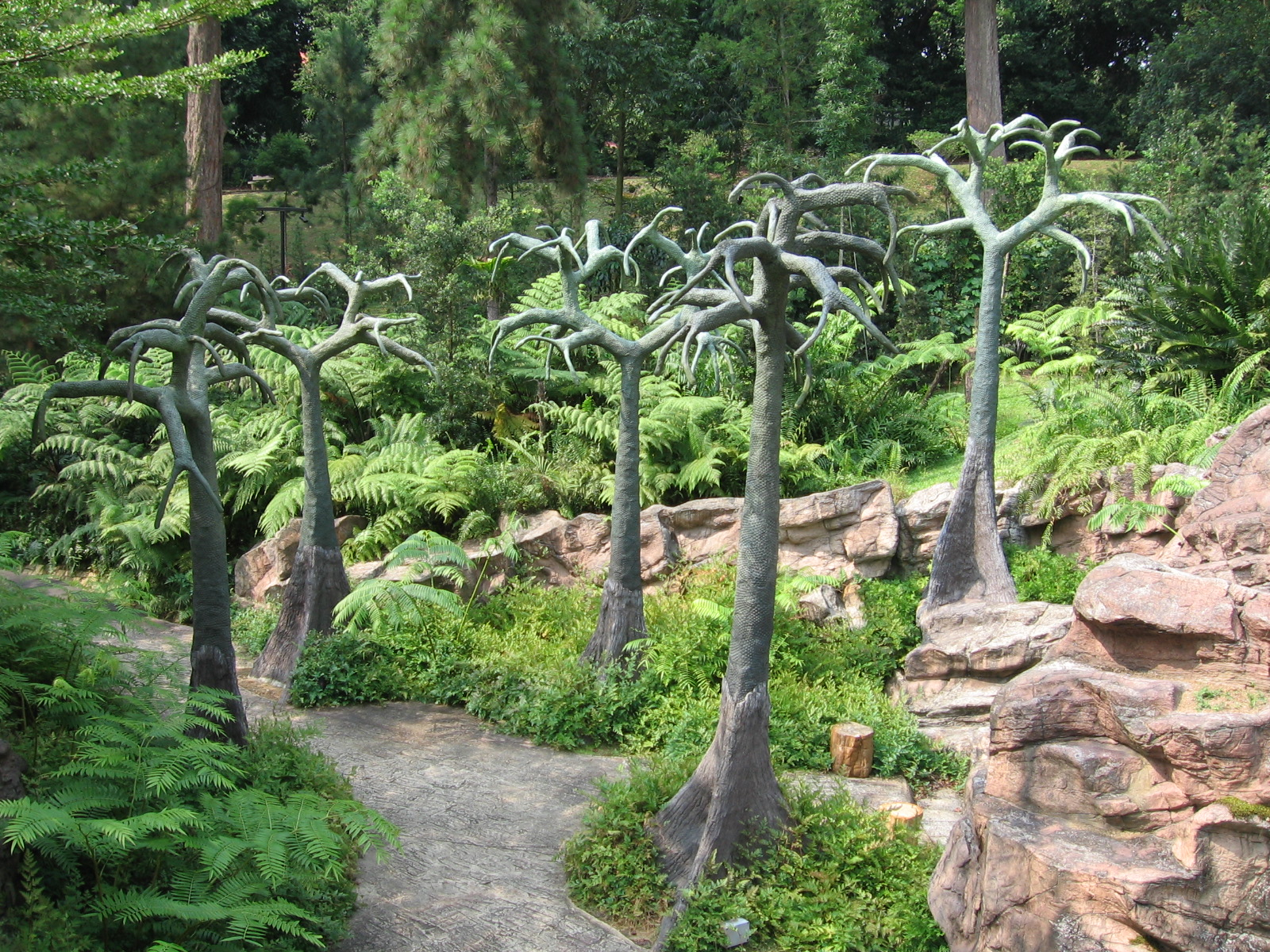
Réplica de los antiguos Lepidodendron o de los Lycopodiopsida gigantes en el Jardín de la Evolución.
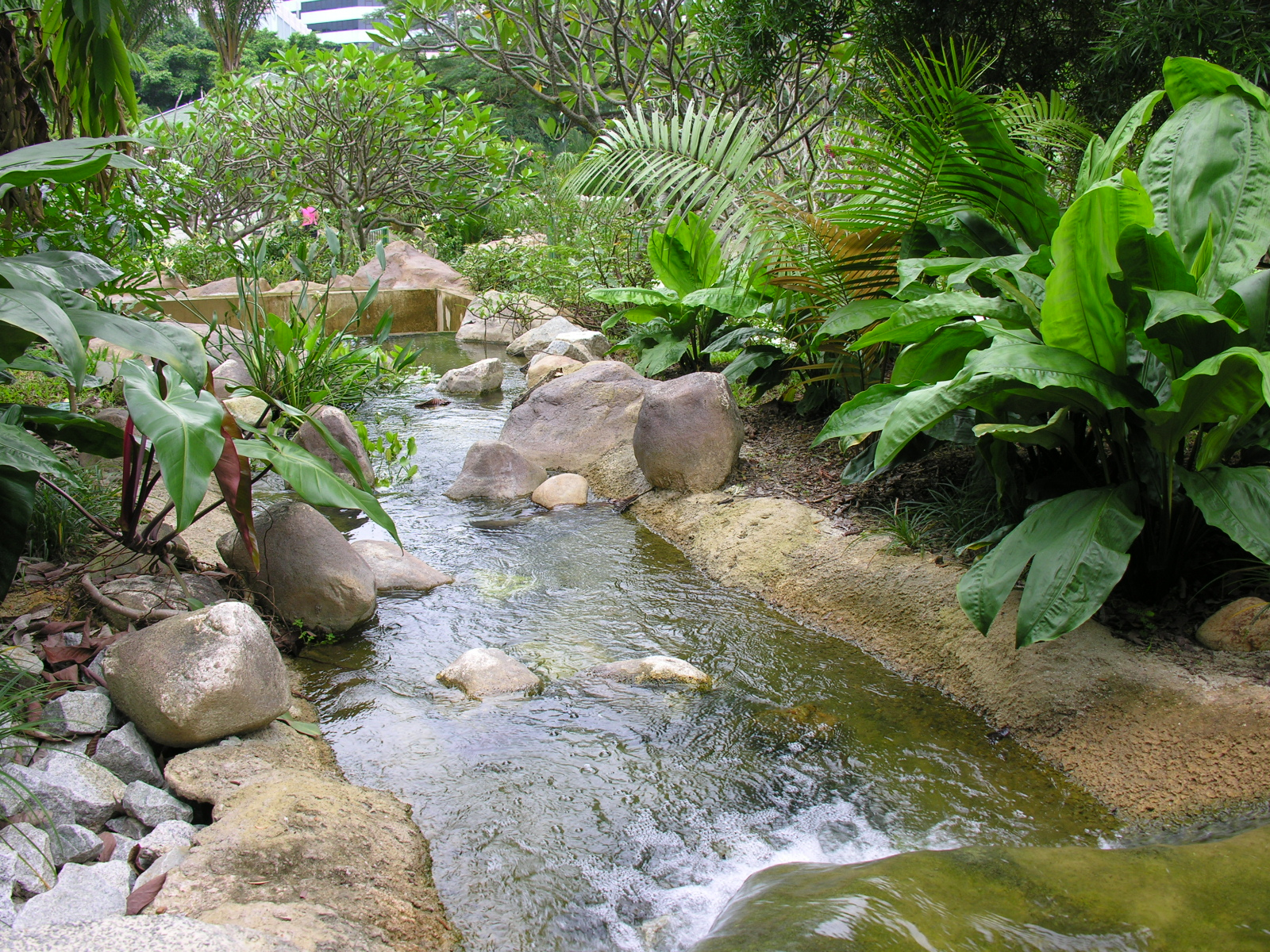
Una de las nuevas atracciones es el arroyo de Sacara en la zona de Tanglin Core.
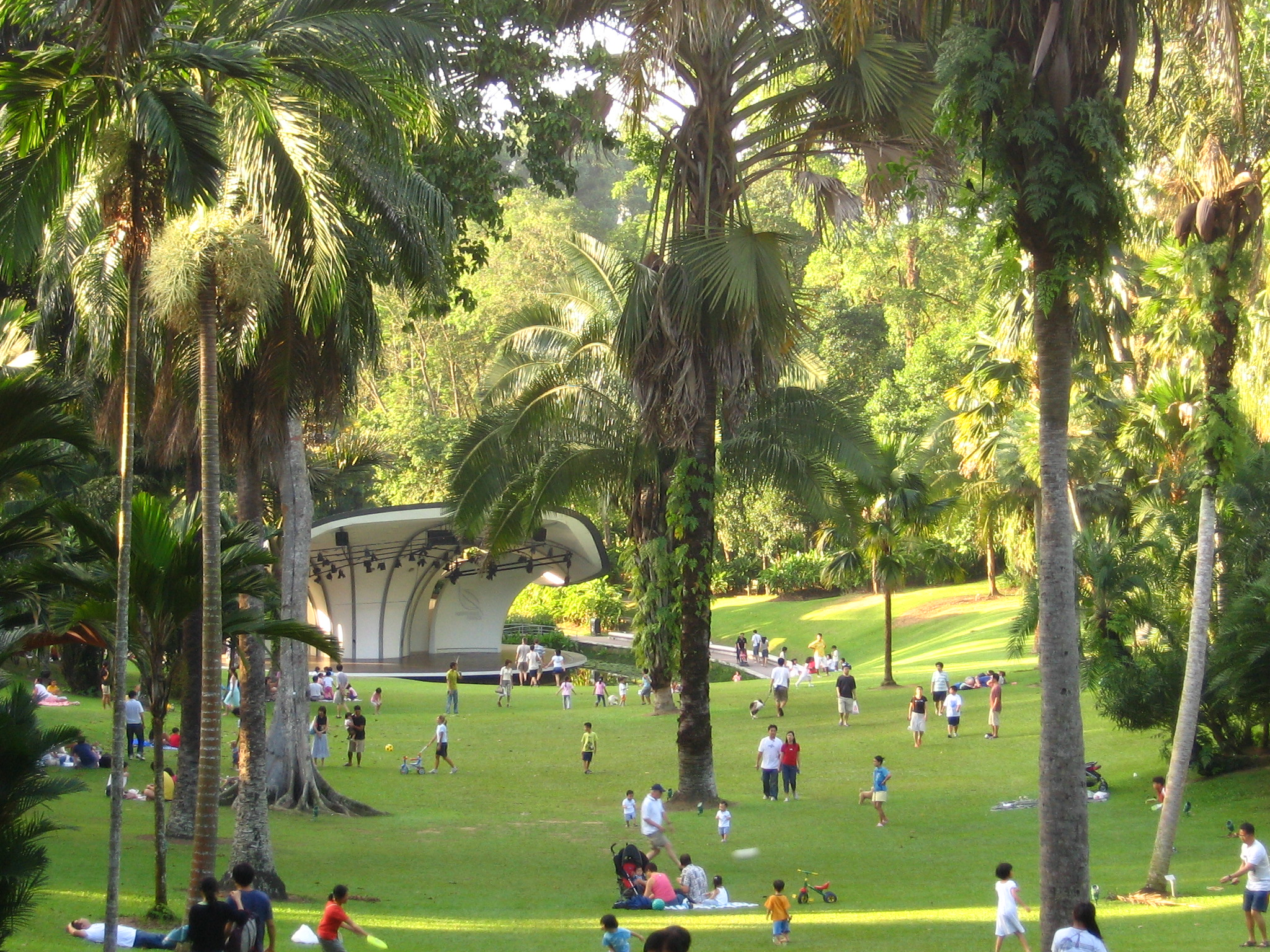
El lujuriante Palm Valley es un enclave popular para los picnic y los conciertos al aire libre.
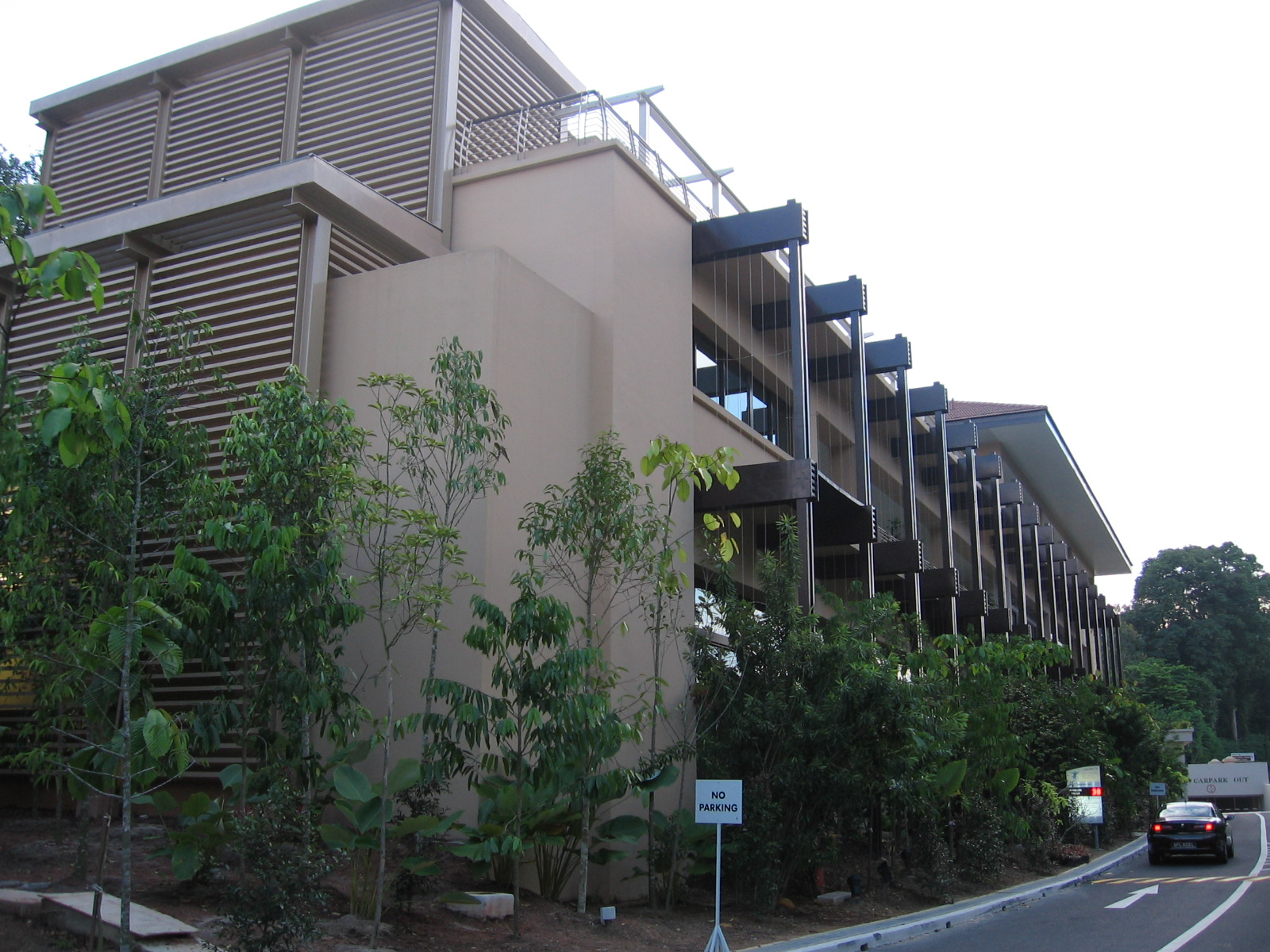
Edificio de oficinas (Botany Hall 1) en el rediseñado Tanglin Core.
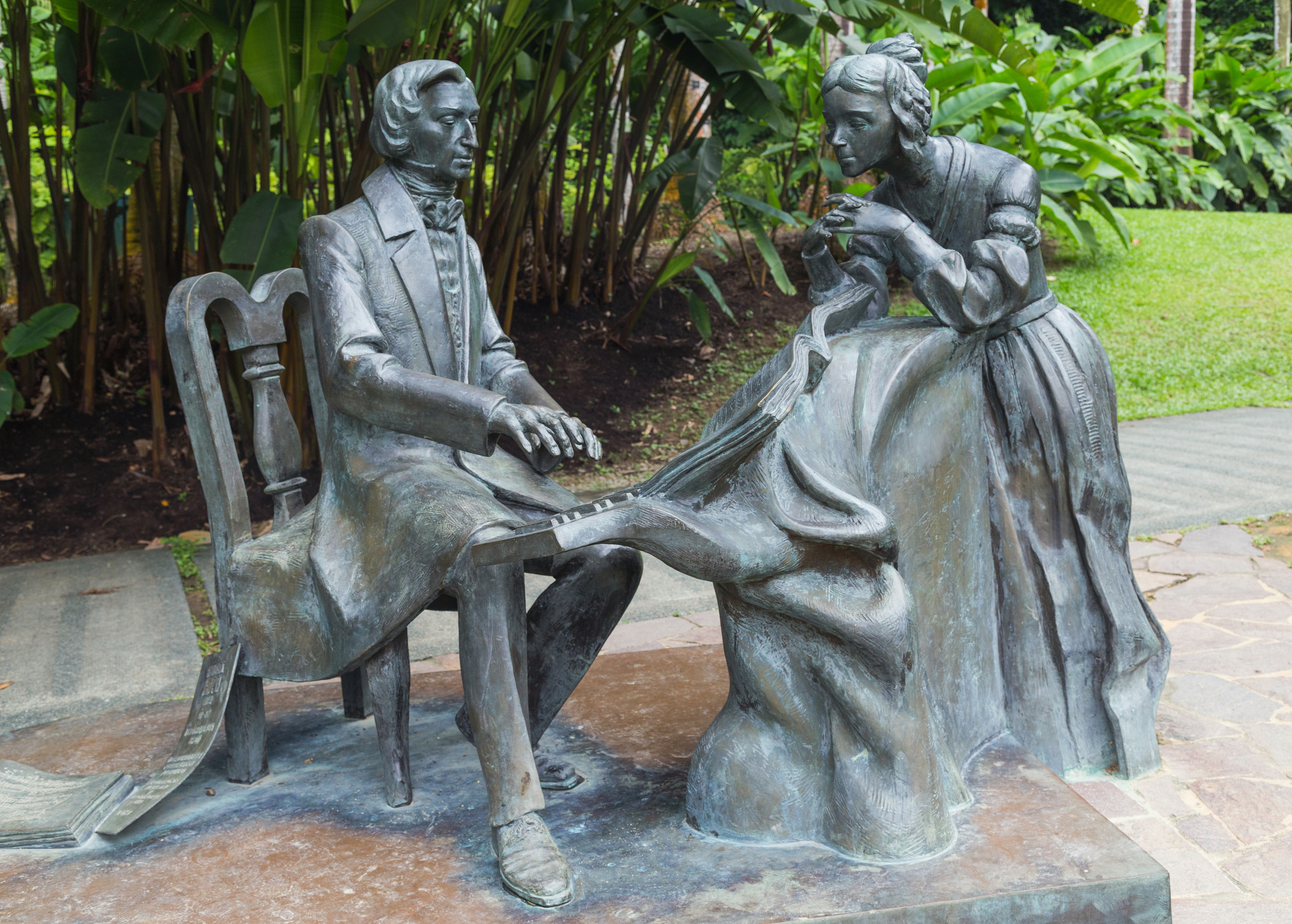
Estatua de Frederic Chopin
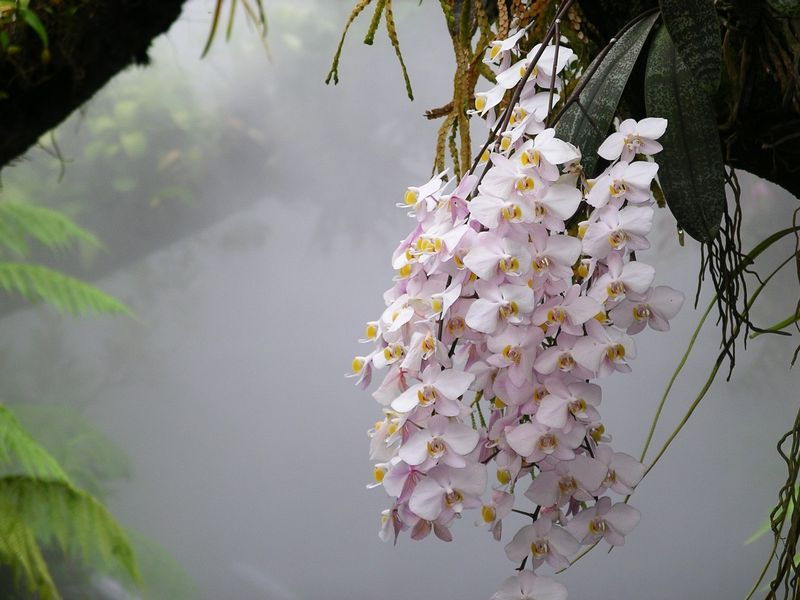
La orquídea Phalaenopsis philippinensis en el invernadero de niebla.